# Barbaggio
Barbaggio (korziško Barbaghju) je naselje in občina v francoskem departmaju Haute-Corse regije - otoka Korzika. Leta 2008 je naselje imelo 216 prebivalcev.

## Geografija
Kraj leži v severnem delu otoka Korzike 14 km zahodno od središča Bastie.

## Uprava
Občina Barbaggio skupaj s sosednjimi občinami Farinole, Oletta, Olmeta-di-Tuda, Patrimonio, Poggio-d'Oletta, Saint-Florent in Vallecalle sestavlja kanton Conca-d'Oro s sedežem v Oletti. Kanton je sestavni del okrožja Calvi, in je imel leta 2008 4.718 prebivalcev.